# Abraham Kule
Abraham Kule, död 1619, var en svensk präst. 

## Biografi
Abraham Kule var son till kyrkoherden i Eskilstuna. Han blev 1588 kyrkoherde i Bettna församling och skrev under Uppsala möte 1593. Kule avled 1619.

### Familj
Abraham Kule var gift med Karin Månsdotter. Hon var dotter till kyrkoherden Magnus Petri Nycopensis i Stigtomta församling. De fick tillsammans barnen Maria Kule som var gift med majoren Anders Falkengréen, Elisabet Kule (död 1611) som var gift med kyrkoherden Christoffer Siggesson i Eskilstuna. Efter Abraham Kules död gifte Karin Månsdotter om sig med kyrkoherden Sigge Christophoir i Eskilstuna.